# 경산로
경산로(Gyeongsan-ro)는 충청북도 청주시 흥덕구 가경동 강서지구사거리 와 흥덕구 복대동 죽천사거리를 잇는 충청북도 청주시의 도로이다. 

## 주요 경유지
충청북도
- 청주시 흥덕구 가경동

## 노선
| 이름            | 접속 노선       | 소재지          | 소재지          | 비고            |
| 서현북로와 직결 | 서현북로와 직결 | 서현북로와 직결 | 서현북로와 직결 | 서현북로와 직결 |
| --------------- | --------------- | --------------- | --------------- | --------------- |
| 강서지구사거리  | 2순환로         | 흥덕구          | 가경동          |                 |
| 발산공원사거리  | 풍년로          | 흥덕구          | 가경동          |                 |
| (교차로)        | 가경로          | 흥덕구          | 가경동          |                 |
| 가경1교         |                 | 흥덕구          | 가경동          |                 |
|                 | 복대동          | 흥덕구          |                 |                 |
| (삼거리)        | 복대로          | 흥덕구          |                 |                 |

## 주요 건물 및 시설
- GS25 가경하나점 (충청북도 청주시 흥덕구 경산로 4)
- CU 청주가경민들래점 (충청북도 청주시 흥덕구 경산로 15)
- 발산공원 (충청북도 청주시 흥덕구 경산로 33)
- 신협 서원경신협 본점 (충청북도 청주시 흥덕구 경산로 52)